# Rapafruktduva
Rapafruktduva (Ptilinopus huttoni) är en akut utrotningshotad fågel i familjen duvor, enbart förekommande på en liten ö i östra Stilla havet.

## Utseende och läte
Rapafruktduvan är en medelstor (31 cm) och mestadels grön duva, större och mer långstjärtad än de flesta av sina släktingar. Främre delen av kroppen är ljust blågrå (på huvud, hals, bröst och övre delen av ryggen), bakåt ovan övergående i grönt med gulkantade vingpennor. På stjärten syns en ej väl avgränsad gulvit spets.
Hjässa, ansikte och strupe är kraftigt rosa, likaså undre stjärttäckarna, dock mörkare. Fjädrarna på bröstets nedredel är kluvna, vilket skapar skuggor som framstår som streckning. Nedanför syns ett lilarosa band, medan nedre delen av buken är gul. Även näbben och ögonirisen är gula, medan benen är röda. Lätet beskrivs som en upprepad serie med dubbla "oo-wa".

## Utbredning och status
Rapafruktduvan förekommer enbart på ön Rapa Iti i Australöarna. Världspopulationen består av under 250 häckande individer och den tros fortsätta att minska i antal. Internationella naturvårdsunionen IUCN kategoriserar därför arten som akut hotad.

## Namn
Fågelns svenska och vetenskapliga artnamn hedrar Frederick Wollaston Hutton (1836-1905), geolog boende i Nya Zeeland.